# Selstranda
Der Selstranda (norwegisch für Robbenstrand) ist ein kleiner Strand an der Esmarch-Küste im Westen der subantarktischen Bouvetinsel im Südatlantik. Er liegt nördlich der Landspitze Norvegiaodden.
Wissenschaftler des Norwegischen Polarinstituts benannten ihn 1980.